# Хвостов Олексій Олексійович
Олексій Олексійович Хвостов (1859, Воронець — 1940, Королівство Югославія) — російський державний діяч шовіністичного духу, представник сімейного Клану Хвостових в органах влади Російської імперії. Чернігівський губернатор у 1903—1906 роках, сенатор. Учасник Білоро Руху, емігрант. 

## Біографія
Народився 14 (26) липня 1859 року в селі Воронець Єлецького повіту Орловської губернії в сім'ї спадкового дворянина орловського поміщика Олексія Миколайовича Хвостова (1819—1887) та Катерини Лукінічні, до шлюбу Жемчужникової. Старші брати: Олександр, Сергій та Микола.
Закінчив Поліванівську гімназію (1878) та юридичний факультет Московського університету зі ступенем кандидата прав (1882).
Після закінчення університету оселився у рідній губернії, де присвятив себе сільському господарству та громадській діяльності. Обирався депутатом дворянства Єлецького повіту (1884—1893), гласним Єлецького повітового та Орловського губернських земських зборів, почесним мировим суддею. В 1887 був обраний неодмінним членом Єлецького повітового по селянських справах присутності, а в 1891 — призначений земським начальником 9-ї ділянки Єлецького повіту.
Прослуживши земським начальником до 1896 року, подав у відставку і зарахувався до Міністерства внутрішніх справ . У тому ж році на триріччя був обраний почесним піклувальником Єлецької класичної гімназії, голосним Задонського повітового та Воронезького губернських земських зборів, а також головою Єлецького товариства сільського господарства. Протягом своєї служби продовжував займатися сільським господарством: у своїх маєтках влаштував єдину в губернії зразкову хмелеву плантацію, насадив сосновий ліс берегом Дону для зміцнення берегів, ввів багато удосконалень у господарстві.
З 16 січня 1898 був псковським віце-губернатором; 6 березня 1900 переведений на ту ж посаду в Воронезьку губернію. З 25 січня 1903 був виконнючим обов'язки чернігівського губернатора, 23 грудня 1904 затверджений на посаді. Був поранений 1 січня 1906 бомбою, кинутою в нього терористами-есерами. В результаті замаху позбавився слуху та частково зору. Був змушений залишити посаду для лікування, але з 25 січня 1906 року призначений сенатором, здобув ранг таємного радника та наглядачем у департаменті герольдії.
У Громадянську війну в Росії брав участь у Білому русі, служив за відомством міністерства внутрішніх справ у Збройних силах Півдня Росії. В еміграції в Югославії жив у Білій Церкві. Помер там же 25 лютого 1940 року.

## Нагороди
- Орден Святої Анни 1 ст. (1910)
- Орден Святого Володимира 2 ст. (1914)

Іноземні:
- болгарський орден «За громадянські заслуги» 2-й ст. (1899).

## Сім'я
Був одружений з князівною Емілією Долгорукою (1871—1949), яка померла у Франції. Їх діти:
- Олексій (1893—1960), випускник Імператорського училища правознавства (1914), чиновник канцелярії Ради міністрів. Учасник Білого руху у складі ВРЮР, працював в Освазі. В еміграції у Югославії. У 1945 році був викрадений НКВД та вивезений до СССР, карався 10 років у концтаборах. Помер у Франції.[3]
- Сергій (1896—1920), вихованець Олександрівського ліцею (1917, не закінчив), у Першу світову війну — офіцер 17-го гусарського Чернігівського полку. Учасник Білого руху у складі ВРЮР та Російської армії. Розстріляний у Ялті у листопаді-грудні 1920 року.[4]
- Катерина (1895—1975), в шлюбі Колачівська. В еміграції у Франції, похована на цвинтарі Сент-Женев'єв-де-Буа.
- Ольга (нар. 1900)